# Lago Moquehué
Lago Moquehue är en sjö i Argentina.   Den ligger i provinsen Neuquén, i den sydvästra delen av landet, 1 200 km väster om huvudstaden Buenos Aires. Lago Moquehue ligger 1 156 meter över havet. Arean är 19,7 kvadratkilometer. Den sträcker sig 8,9 kilometer i nord-sydlig riktning, och 10,3 kilometer i öst-västlig riktning.
I omgivningarna runt Lago Moquehue växer i huvudsak blandskog. Trakten runt Lago Moquehue är nära nog obefolkad, med mindre än två invånare per kvadratkilometer.